# Tlinh
Nguyễn Thảo Linh (sinh ngày 7 tháng 10 năm 2000), thường được biết đến với nghệ danh Tlinh (viết cách điệu là tlinh), là một nữ rapper, ca sĩ kiêm nhạc sĩ sáng tác bài hát và vũ công người Việt Nam. Nổi tiếng là một hình tượng nghệ sĩ trẻ đa năng và với phong cách melodic rap đặc trưng, cô là một trong những nghệ sĩ thuộc thế hệ Z có sức ảnh hưởng và thành công nhất trong nước hiện nay, với gần hai triệu người nghe mỗi tháng trên Spotify. Sức sáng tạo trong nhiều sản phẩm hợp tác còn giúp cho cô được mệnh danh là "công chúa đi feat".
Khởi đầu là một thành viên trong nhóm nhảy Last Fire Crew, Tlinh chuyển hướng sang con đường âm nhạc chuyên nghiệp vào năm 2020 khi cô tham gia mùa đầu tiên của chương trình truyền hình Rap Việt. Sau đó, với thành tích khá ấn tượng, Tlinh hợp tác trong một chuỗi các đĩa đơn gây sốt như "Thích quá rùi nà", "Em là châu báu", "Yêu thầm", "Xích thêm chút (Remix)" và "Siren". Năm 2021, cô phát hành đĩa đơn solo đầu tay "Gái độc thân" theo thể loại pop và R&B, qua đó đĩa đơn đã giúp cô gặt hái được thành công về mặt thương mại lẫn chuyên môn. Tiếp nối thành công, cô cho ra mắt hai đĩa đơn solo "Không cần phải nói nhiều", "Strip 'em Down" và bài hát hợp tác với Grey D đứng đầu các bảng xếp hạng "Vài câu nói có khiến người thay đổi" (2022).
Năm 2023, Tlinh cho phát hành album phòng thu đầu tay Ái. Album thuộc thể loại R&B, pop đã mang về cho cô bài hát solo quán quân đầu tiên "Nếu lúc đó" trên Billboard Vietnam Hot 100, Billboard Vietnam Top Vietnamese Songs và 2 giải Làn Sóng Xanh, cũng như góp mặt trong top 5 trên Top Bài hát 2023, Top Bài hát Việt Nam 2023 và là nghệ sĩ nữ duy nhất nằm trong Top Nghệ sĩ 2023 tại chiến dịch Nhìn lại 2023 của Spotify. Tạp chí L'Officiel Vietnam vinh danh cô trong danh sách 19 người phụ nữ của năm, NME xếp Ái đứng thứ 15 trong số 25 album châu Á xuất sắc nhất, trong khi Paper gọi cô là ngôi sao sáng nhất của Việt Nam thì Pitchfork ghi nhận Tlinh còn là ca sĩ Gen Z nổi bật nhất trong nước.
Trở lại với phong cách hip hop, Tlinh phát hành đĩa mở rộng FLVR (2024) cùng Low G và cô tiếp tục cộng tác trong một vài sản phẩm hợp tác để rồi không ngừng gặt hái thành công về mặt thương mại. Đầu năm 2025, cô vinh dự nhận giải Nữ ca sĩ/rapper của năm của Làn Sóng Xanh.

## Cuộc đời và sự nghiệp

### 2000–2019: Thời niên thiếu
Nguyễn Thảo Linh sinh ngày 7 tháng 10 năm 2000 tại Hà Nội trong một gia đình làm nghề nha sĩ, cha cô là Nguyễn Mạnh Chiến và mẹ cô là Nguyễn Thị Đức Hạnh. Lần đầu được tiếp xúc với âm nhạc khi cô tình cờ nghe anh trai mình mở ca khúc "Poker Face" của Lady Gaga. Từ đó, cô bắt đầu tìm hiểu và nuôi dưỡng sở thích với âm nhạc. Gia đình sau đó đã tạo cơ hội cho cô học piano và guitar.
Thuở nhỏ, Tlinh theo học bậc trung học cơ sở tại trường Marie Curie. Năm 2013, cô thử sức ở mùa đầu tiên của chương trình truyền hình Giọng hát Việt nhí nhưng chỉ dừng chân ở vòng đối đầu. Năm 2014, Tlinh tiếp tục tham gia chương trình truyền hình Ngôi sao Việt nhưng lại dừng chân ở tập 7. Thời gian sau đó cô tập trung theo học lớp tiếng Trung, trường Trung học phổ thông chuyên Hà Nội – Amsterdam và tiếp tục đỗ vào khoa y dược, trường Đại học Y Dược, Đại học Quốc gia Hà Nội. Năm 2018, cô đăng tải bản hát lại trên ứng dụng SoundCloud và bắt đầu tập sáng tác vào cuối năm đó. Năm 2019, Tlinh gia nhập nhóm nhảy Last Fire Crew và tại đây cô lần đầu được tiếp xúc trực tiếp với văn hóa hip hop. Song song với việc học đại học, Tlinh còn dành khoảng thời gian này để tập nhảy và đi làm thêm. Cuối năm đó, cô gặp nhạc sĩ kiêm nhà sản xuất thu âm 2pillz và họ trở thành cộng sự.

### 2020–2022: Khởi đầu sự nghiệp
Sản phẩm âm nhạc đầu tiên của Tlinh được phát hành năm 2020, đó là đĩa đơn "Rebound" hợp tác cùng TGSN. Tiếp theo đó, cô hợp tác trong 5 bài hát: "Thích quá rùi nà" cùng Trung Trần, "Em đâu cần" của Madihu, "Vứt zác (vào trong thùng)" cùng Low G, "Missed Call" của KayC và "Em vẫn muốn chơi" của Limitlxss. Riêng ca khúc "Thích quá rùi nà" sau đó đã trở thành hiện tượng và phiên bản đĩa mở rộng Rebound (The Remixes) cho "Rebound" cũng được phát hành.
Tlinh, báo điện tử Zing News, 31 tháng 10 năm 2020.
Cùng năm, Tlinh bảo lưu kết quả học để tham dự chương trình truyền hình Rap Việt mùa 1 và được chọn vào đội của huấn luyện viên Suboi. Kết thúc chương trình, cô trở thành rapper nữ duy nhất góp mặt tại vòng chung kết của mùa đầu tiên. Những ca khúc "Tình yêu bận bịu", "Tình... hình thời tiết", "Mặc sự đời!", "Chú chó trên ô tô" và "Tèn tèn Girls" của cô trong chương trình đã nhận được sự chú ý từ công chúng. Ở một cuộc phỏng vấn với 84GRND, cô đã công bố hai sáng tác mới là "Strip 'em Down" và "Gái độc thân". Những sản phẩm cô hợp tác sau Rap Việt bao gồm đĩa đơn quảng cáo cho dòng sản phẩm của PNJ "Em là châu báu" cùng MCK và Châu Bùi, phiên bản mới cho ca khúc "Slomo" của Vy Jacko. Trong đó thì video âm nhạc của "Em là châu báu" đã nhanh chóng trở nên gây sốt. Ngày 27 tháng 11, Tlinh trở thành khách mời trong chương trình Music Home của FPT Play cùng Ban nhạc Anh Em và Binz.
Năm 2021, Tlinh đồng sáng tác lẫn góp giọng tới 4 ca khúc cho album tổng hợp Những giấc mơ bỏ ngỏ nhóm nhảy Last Fire Crew, trong đó ca khúc "You Are Mine" là phiên bản đầu tiên của đĩa đơn "Không cần phải nói nhiều", đây là dự án từng được trình diễn tại chương trình nhảy múa cùng tên của nhóm. Tiếp tục, cô hợp tác trong 6 bài hát từ đầu năm đến tháng 6: "Lời cảm ơn" cùng Mỹ Anh; "Yêu thầm" cùng Hoàng Yến Chibi và TDK; "Xích thêm chút" (Remix) cùng Groovie và MCK; "Siren" cùng TGSN và Rz Mas; "Mấy bé lì" cùng Naomi, Yến Ji nhằm quảng cáo cho sản phẩm của hãng Maybelline Việt Nam còn "Không cần cố" cùng MCK thì để quảng cáo cho sản phẩm của Dibao Việt Nam. Ca khúc "Xích thêm chút" (Remix), "Mấy bé lì" sau đó đã trở nên viral và "Siren" lại trở thành trào lưu thịnh hành vào đầu năm 2022 trên nền tảng TikTok.
Đĩa đơn solo đầu tay "Gái độc thân" của Tlinh thuộc thể loại pop, R&B và được phát hành vào ngày 30 tháng 6, sau đó nó đã gặt hái ngay được thành công về mặt thương mại, đây được cho là sản phẩm "đánh dấu một sự đầu tư và cống hiến nghiêm túc của cô với sứ mệnh nghệ thuật". Tiếp tục, cô hợp tác trong 4 bài hát: "Đìu anh luôn giữ kín trong tym" cùng MCK (bản gốc "Chúng ta của hiện tại" của Sơn Tùng M-TP); "Night" cùng Dustin Ngo và Wavy đã mang về cho Tlinh một đề cử Berlin Music Video Awards; "Còn gì để mất" cùng Wxrdie, 2pillz, Wokeup và "Chân tình" cùng Quang Trung và DTAP tại chương trình Không độ Chill & Cool nhằm quảng cảo cho sản phẩm trà xanh không độ. Cùng năm, cô trình diễn tại buổi hòa nhạc Rap Việt All-Star Concert 2021 và tham dự chương trình truyền hình Sàn đấu vũ đạo mùa 1. Tuy nhiên, sau đó họ đã phải dừng chân sớm tại tập 8 do ảnh hưởng của đại dịch COVID-19. Cuối năm 2021, Tlinh hợp tác cùng hãng 88rising và thực hiện một phiên bản remix cho ca khúc "The Weekend" của BIBI.
Năm 2022, Tlinh hợp tác qua đĩa đơn "If You Said So" cùng Coldzy và 2pillz. Tháng 2 cùng năm, trong một bài phỏng vấn với ChauBui.net, Tlinh tiết lộ cô "đang cố gắng làm nhạc để nếu có thể" sẽ cho phát hành một album trong năm. Ngày 24 tháng 3, cô trình diễn "Không cần phải nói nhiều" (đây là một phiên bản mới của "You Are Mine" do Onionn sản xuất tại sự kiện của MMusic. Tại đây, họ cũng công bố Tlinh là nghệ sĩ ghi âm độc quyền cũng như tiết lộ về "[...] kế hoạch sẽ phát hành album đầu tay trong năm 2022".
Đĩa đơn chính thức tiếp theo "Không cần phải nói nhiều" (có sự tham gia của Hoàng Tôn) được phát hành vào ngày 10 tháng 5. Sau đó, Tlinh tiếp tục hợp tác đến 5 bài hát và 1 album tổng hợp: "Nước mắt đâu thể rơi được" cùng 24k.Right, "Người đi bao" cùng Low G để quảng cáo cho sản phẩm của Dibao Việt Nam, "Vài câu nói có khiến người thay đổi" cùng Grey D, "Vroom" cùng R.I.C, sản phẩm quảng cáo cho Kotex "Máu lên nào" và dự án album tổng hợp Hương mùa hè của công ty St.319 Entertainment. Tại Hương mùa hè, 3 ca khúc mà Tlinh cộng tác là "Xích thêm chút nữa" (bản gốc tên "Xích thêm chút"), "Có hẹn với thanh xuân" và "Tâm tình Medley" (bản medley của "Giấc mơ tình yêu", "Ước gì", "Người hãy quên em đi"). Đĩa đơn "Vài câu nói có khiến người thay đổi" sau đó đã giúp cô lần đầu tiên xuất hiện ở vị trí quán quân của bảng xếp hạng Billboard Vietnam Hot 100, Billboard Vietnam Top Vietnamese Songs và cả Apple Music, Spotify, iTunes tại Việt Nam.
Đĩa đơn cuối cùng trong năm chính là "Strip 'em Down" được phát hành vào ngày 17 tháng 8. Nhưng vào thời gian này cô cũng bắt đầu bị một số báo chí chỉ trích khi theo đuổi những chủ đề nhạy cảm. Tháng 9 cùng năm, Tlinh tham gia dự án của HipHopDX Asia và cộng tác cùng nhà sản xuất nhạc 9th Wonder từng được đề cử giải Grammy với đĩa đơn "The Regionals: Vietnam"; tiếp tục Tlinh hợp tác trong 3 bài hát: "Like This Like That" của Tóc Tiên, "Better" cùng Tyo Ly và "Mắt xanh" cùng Gill, Kewtiie.

### 2023–nay:Áivà nối tiếp thành công

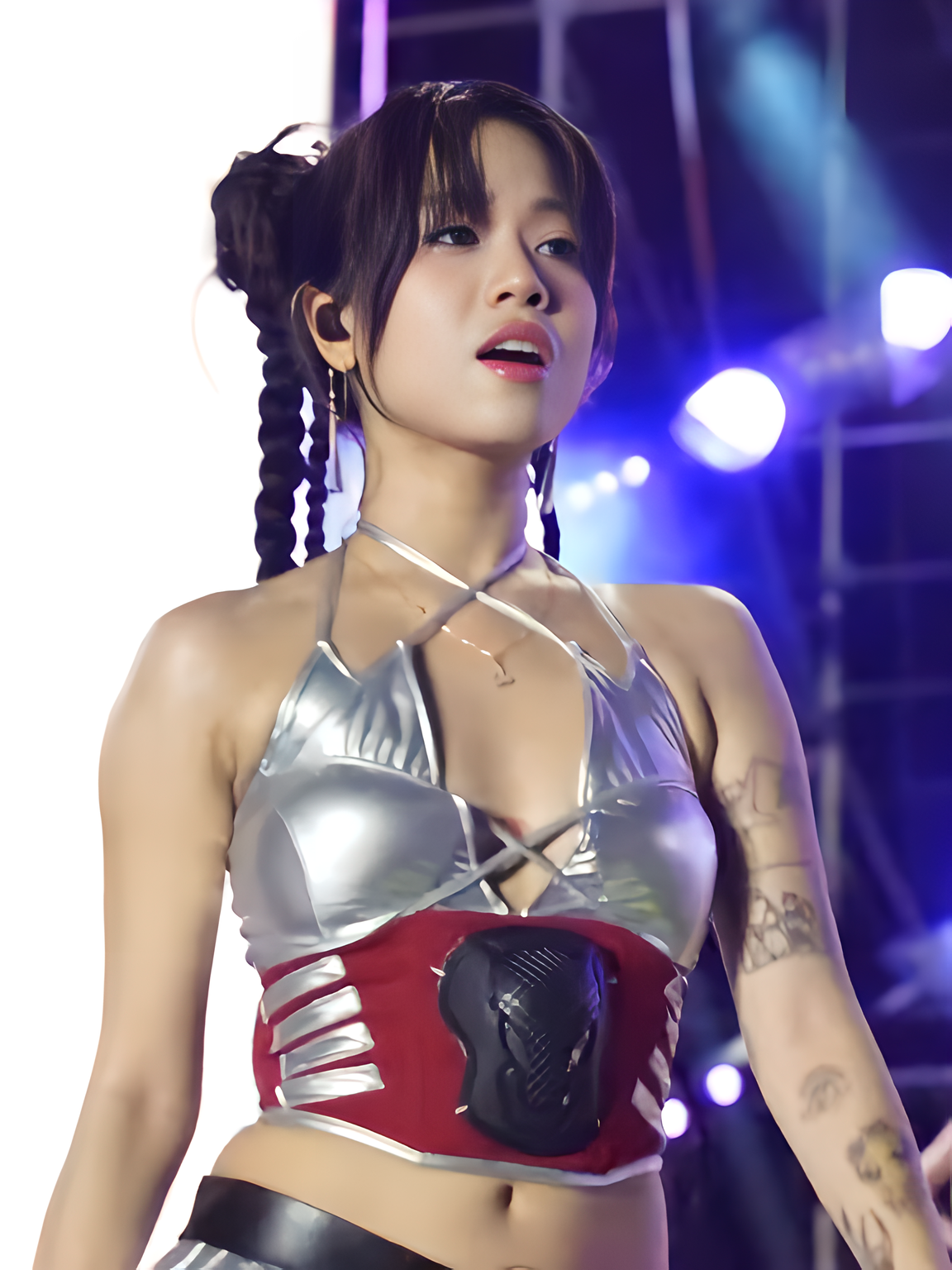
Tlinh trình diễn tại California Fitness & Yoga Festival vào tháng 10 năm 2023.

Sản phẩm mở đầu trong năm 2023 của Tlinh là đĩa đơn quảng cáo cho Kotex "Xui hay vui" hợp tác với Mono và nhà sản xuất nhạc Onionn. Sau một chuỗi các đĩa đơn thành công năm trước đó, Tlinh cho phát hành đĩa đơn "Ghệ iu dấu của em ơi" vào ngày 10 tháng 2. Ca khúc thuộc thể loại R&B, được sản xuất bởi 2pillz và Wokeup. Sản phẩm nhận về nhiều luồng đánh giá trái chiều từ phần đông khán giả, giới báo chí và bao gồm cả Đài Phát thanh – Truyền hình Hà Nội và Đài Truyền hình Việt Nam, dẫu cho một vài đánh giá tích cực "kỳ công, chỉn chu" với "giai điệu lôi cuốn, lạ và bắt tai" và "[...] theo đuổi phong cách của sao US-UK, màu sắc và cách lồng ghép hình ảnh gợi liên tưởng đến những video âm nhạc của Doja Cat". Chủ yếu họ chỉ trích yếu tố nhạy cảm thể hiện từ tiêu đề, giọng hát, ca từ cho tới video âm nhạc. Tạp chí L'Officiel Vietnam sau đó đã tăng tải bài viết để phản bác lại những ý kiến trên và đưa ra những nhận định nhằm bảo vệ sự sáng tạo của Tlinh, họ cho rằng những ý kiến phê bình là "thiếu khách quan", "hơi quá" và tư duy sáng tạo bị giới hạn bởi thuần phong mỹ tục.
Đĩa đơn tiếp theo "Nếu lúc đó" tiếp tục được cộng tác với 2pillz chính là "Nếu lúc đó", phát hành vào ngày 2 tháng 3 thuộc thể loại trap, melodic rap. Phản hồi của khán giả cho sản phẩm này lại rất tích cực và nó đã giúp cô gặt hái được vị trí bài hát solo quán quân đầu tiên trên bảng xếp hạng Billboard Vietnam Hot 100 và Billboard Vietnam Top Vietnamese Songs, đồng thời trên cả Apple Music, Spotify và iTunes tại Việt Nam. Thông qua bài phỏng vấn trên nền tảng ColorsxStudios, vào tháng 3 năm 2023, cô cho ra mắt đĩa đơn "Sleeping Beauty" tiếp theo, đồng thời tiết lộ rằng ca khúc sẽ nằm trong dự án đĩa mở rộng sắp tới. Song song với một dự án đang ấp ủ, Tlinh vẫn hợp tác đến 3 bài hát và 1 ca khúc nhạc phim: "Chỉ một đêm nữa thôi" của MCK, "Đã từng" của Vsoul, "Morning Vibes" của Quân REV và bài hát gốc "Mua thêm" cho bộ phim điện ảnh Fanti.
Vào tháng 8 năm 2023, Tlinh công bố và phát hành "Tình yêu có nghĩa là gì?" thuộc thể loại pop Latin, R&B và đây sẽ trở thành ca khúc mở đầu cho album phòng thu sắp tới Ái. Và cho biết rằng những đĩa đơn trước đó gồm "Ghệ iu dấu của em ơi", "Nếu lúc đó" và "Sleeping Beauty" cũng sẽ nằm trong album. Album phòng thu đầu tay Ái cuối cùng cũng chính thức được lên kệ vào ngày 16 tháng 8, các ca khúc được cô sáng tác từ cuối năm 2022 cho đến tháng 5 năm 2023. Ái thuộc thể loại R&B và pop, cùng một số khác như reggae hay dancehall do chính Tlinh sản xuất cùng đồng sự 2pillz. Ca khúc "Nữ siêu anh hùng" đã trở thành đĩa đơn tiếp theo của Ái. Ngoài ra, Tlinh vẫn hợp tác trong những dự án khác: "Hoàng hôn" của 2pillz, "Ý trời" của Đông Nhi, "Honeybee" của Shurkn Pap, "Shhhhhhh.." cùng Wean và phiên bản mới cho "Nước mắt đâu thể rơi được" của 24k.Right.
Đón nhận nhiều thành công về mặt thương mại và chuyên môn, Ái được coi là "một trong những sản phẩm tốt nhất 2023 của nhạc Việt". Ngày 4 tháng 11, Tlinh trình diễn tại lễ hội âm nhạc Genfest nhằm quảng bá cho Ái. Ca khúc "Nếu lúc đó" cuối cùng đã góp mặt trong top 5 trên Top Bài hát 2023, Top bài hát Việt Nam 2023 và cô trở thành nghệ sĩ nữ duy nhất nằm trong Top Nghệ sĩ 2023, Top 5 nghệ sĩ Việt Nam 2023 tại chiến dịch Nhìn lại 2023 của Spotify. Ngày 22 tháng 12, tạp chí NME xếp Ái đứng thứ 15 trong số 25 album châu Á xuất sắc nhất năm 2023. Kỷ nguyên của Ái còn đem về cho cô 2 giải Làn Sóng Xanh trong tổng số 5 đề cử cùng với 2 đề cử giải thưởng Cống hiến đầu tiên trong sự nghiệp.
Vào tháng 1 năm 2024, Tlinh cho phát hành đĩa đơn quảng cáo cho Apple "Đừng làm nó phức tạp". Ngày 31 tháng 3, Tlinh trở thành nghệ sĩ độc quyền của hãng đĩa Ais Label. Ngày 26 tháng 4, cô phát hành Ái (Live From Genfest 23), album được thu âm trực tiếp từ buổi biểu diễn tại lễ hội âm nhạc Genfest của cô trong năm 2023.
Trong năm này, cô cũng đồng hợp tác tới 7 bài hát: "Fever" của Coldzy; "Bao nhiêu loài hoa" (Remix) của KayC, Machiot; "Ai mà biết được" của Soobin Hoàng Sơn; "I'm Thinking About You" của Rhyder, Hùng Huỳnh, Wean, Đức Phúc; "Saigontey" của Thể Thiên; "Out of Body" và "Không yêu không phải khóc" của TGSN. Ca khúc "I'm Thinking About You" được sản xuất khi cô là nghệ sĩ khách mời tại vòng Live Stage 3 trong mùa đầu tiên của chương trình truyền hình Anh trai "Say Hi" thông qua việc hỗ trợ. Ngoài ra, ca khúc "Fever" bị chỉ trích vì nội dung, ca từ nhạy cảm nhưng không được dán nhãn hay có bất cứ cảnh báo nào. "Fever" sau đó đã bị gỡ khỏi các nền tảng và được ra mắt một phiên bản khác thay thế. Ngày 10 và 24 tháng 8, Tlinh lần đầu tiên biểu diễn với dàn nhạc giao hưởng tại Cam Concert – See, màn trình diễn của cô sau đó được khen ngợi: "[...] kỹ năng kiểm soát sân khấu và kinh nghiệm biểu diễn ngày một vững vàng". Vào ngày 18 tháng 9, cô phát hành đĩa đơn "Hop on Da Show" (hợp tác với Low G) cùng đĩa mở rộng FLVR. Điều này được cho là "sự trở lại của một Tlinh phóng khoáng" và những khía cạnh gai góc, mới mẻ với thể loại hip hop. Cuối năm đó, Tlinh trở thành nghệ sĩ nữ duy nhất nằm trong Top 5 nghệ sĩ hàng đầu Spotify Việt Nam 2024 và Top 5 Nghệ sĩ Việt 2024 của Spotify.
Năm 2025, cô giành giải Làn Sóng Xanh cho Nữ ca sĩ/rapper của năm với 48,1% số phiếu bầu từ hội đồng chuyên môn cùng một đề cử ở hạng mục Sự kết hợp xuất sắc dành cho ca khúc "Phóng zìn zìn". Cùng năm, Tlinh đồng hợp tác trong bài hát "Cái đẹp" cùng Pháo và Pháp Kiều trước thềm lễ trao giải WeChoice Awards 2024, và song ca với Thể Thiên trong bài hát "Thở". Ngày 8 tháng 7, cô là một trong những nghệ sĩ góp giọng trong album phòng thu đầu tay của 2pillz mang tên Pillzcasso.

## Phong cách nghệ thuật

### Ảnh hưởng
Phong cách biểu diễn của nhóm nhảy Last Fire Crew đã đưa Tlinh đến gần với văn hóa hip hop "và cũng là nơi nuông chiều cảm hứng nghệ thuật, niềm đam mê nhảy và hát theo cách nguyên bản nhất trong con người cô". Tlinh cũng chỉ rõ Lady Gaga là thần tượng của cô từ năm 7 tuổi, sau đó là Rihanna và Lana Del Rey – chủ yếu đây là những nghệ sĩ theo phong cách pop, hip hop. Cô còn yêu thích thể loại nhạc R&B và chỉ ra những cái tên cô lắng nghe như Kehlani, Jhené Aiko, Cardi B và Drake. Trong quá trình tham dự chương trình truyền hình Rap Việt, Tlinh đã được huấn luyện viên Suboi hỗ trợ nhằm "phát huy thế mạnh" và "từng bước vươn tầm ngôi sao". Khi quảng bá đĩa đơn "Nếu lúc đó" cho album đầu tay, Tlinh chia sẽ rằng cô đã được truyền cảm hứng bởi Beyoncé, Lana Del Rey, Rihanna, Ariana Grande, Doja Cat, Rosalía... và đặc biệt cô còn nhấn mạnh Kali Uchis cùng SZA là nguồn cảm hứng lớn trong thời điểm hiện tại. Nhìn chung, những nghệ sĩ cô yêu thích thường có phong cách táo bạo và gợi cảm, quyền lực nhưng vẫn nữ tính và là "[...] những người phụ nữ da màu, những người trong lịch sử luôn phải đấu tranh để thể hiện bản thân một cách tự do". Tại Việt Nam, Tlinh cũng nhắc đến SpaceSpeakers như là nguồn cảm hứng và trong chương trình truyền hình Sóng 24 cô chia sẻ rằng chính các nghệ sĩ đồng trang lứa đã truyền cảm hứng cho cô sáng tạo.

### Phong cách âm nhạc
Tlinh, báo điện tử VnExpress, 6 tháng 3 năm 2023.
Định hướng mình trong âm nhạc khi theo đuổi sự "quyến rũ, nữ tính, mềm mại nhưng vẫn mạnh mẽ, tự tin". Chủ đề Tlinh viết thường hướng đến tình yêu, nữ quyền, tự do, tình dục cùng cách đi giai điệu khác biệt pha trộn yếu tố Á Đông và lối chơi chữ thương hiệu mang đến sự sáng tạo và ấn tượng. Tạp chí Elle Man đã chỉ ra rằng sức hút trong âm nhạc của Tlinh nằm ở khả năng "đi sâu vào nội tâm khát khao cất lên tiếng nói nữ quyền, hướng đến tự do". "[...] vừa mang nhịp thở thành thị phóng khoáng" và đầy suy tư là bài phân tích của tạp chí Tatler Vietnam, trong khi tạp chí L'Officiel Vietnam nhận định: "Những sáng tác của Tlinh có thể phần nào đại diện cho dòng chảy âm nhạc hiện tại, khi pop rap hay R&B chiếm xu thế và có xu hướng phát triển với thế hệ ca sĩ kiêm sáng tác bài hát triển vọng" và so sánh âm nhạc của cô như cuộc cách mạng tình dục cho nhạc Việt. Khi xếp album Ái của cô vào danh sách 25 album châu Á xuất sắc nhất, tạp chí NME của Anh đã mô tả album là một bản thu alternative R&B tuyệt đẹp và họ cũng nhận xét rằng đây, "là tuyên bố chắc nịch về quyền tự quyết trong nghệ thuật, Ái khiến nhiều định kiến phải thay đổi". Cây viết phê bình Joshua Minsoo Kim của Pitchfork gọi cô là "Ariana Grande của Việt Nam" cũng như là ca sĩ Gen Z nổi bật nhất trong nước đã góp phần định hình nên diện mạo R&B mang hơi thở toàn cầu của Việt Nam.
Với vị thế là một trong những nghệ sĩ Gen Z có sức ảnh hưởng và thành công nhất hiện nay, Tlinh hội tụ đủ các khả năng rap, hát, sáng tác, biểu diễn, vũ đạo, chơi nhạc cụ, tư duy làm nhạc tiệm cận nhạc Âu Mỹ. Và bằng tính nhất quán trong thông điệp lẫn chất nhạc, tài năng của cô là sự "cộng hưởng của âm nhạc, vũ đạo, hình ảnh nghệ thuật và giá trị tích cực", qua đó thì cô đã được công nhận là một nghệ sĩ đa năng. Ngoài ra, sức sáng tạo dồi dào của Tlinh trong nhiều sản phẩm hợp tác khiến cô còn được mệnh danh là "công chúa đi feat".

### Đánh giá

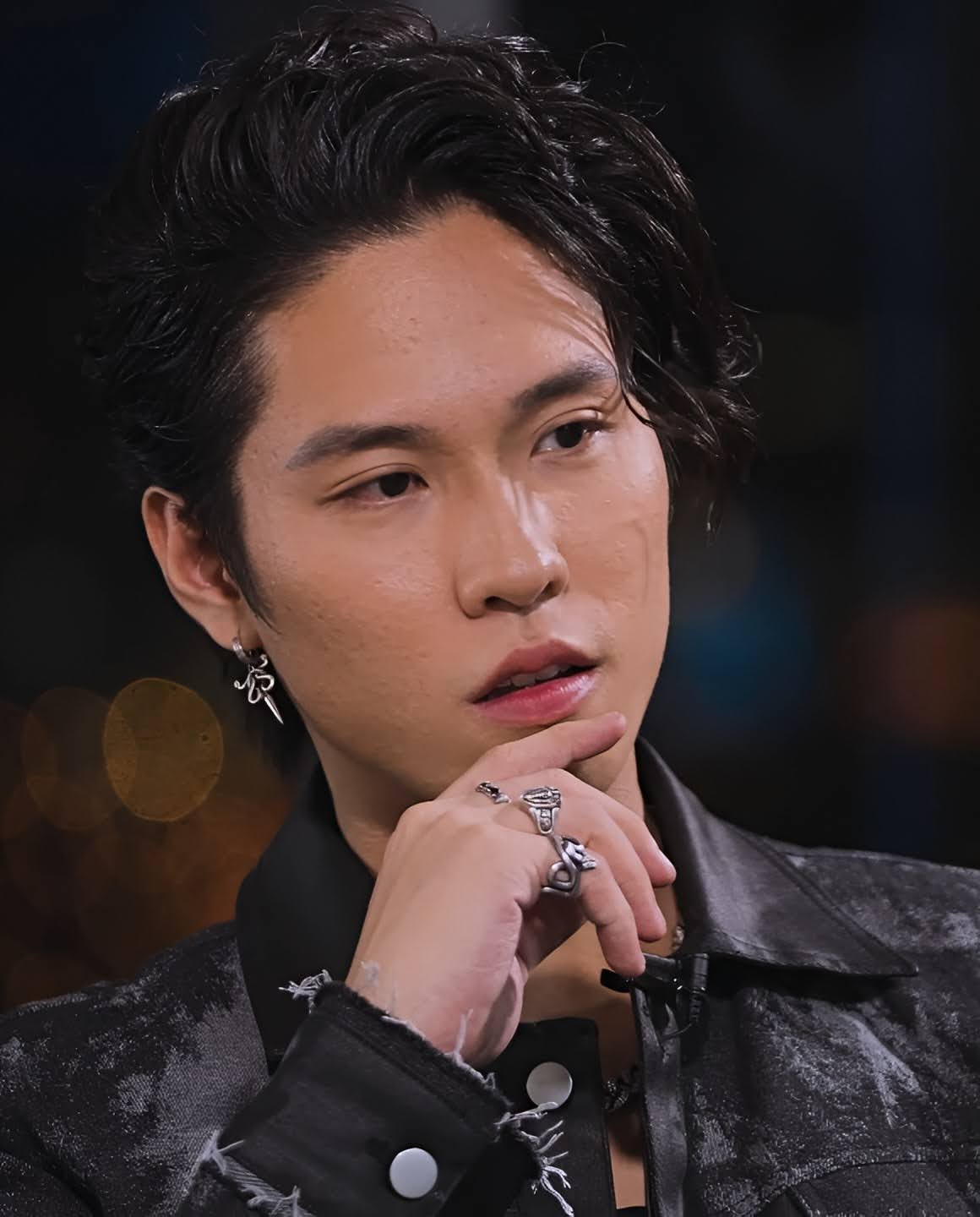
Phong cách âm nhạc của Tlinh nhận được nhiều lời khen ngợi từ giới chuyên môn và những nghệ sĩ âm nhạc, trong đó có nhạc sĩ kiêm nhà sản xuất thu âm 2pillz, người cộng tác lâu năm của cô.

Trong Rap Việt mùa 1, Tlinh được nhận xét là rapper nổi bật và tài năng nhất trong số các thí sinh nữ từng tham gia chương trình, cũng như sở hữu chất giọng đặc biệt, nhạc cảm cùng tinh thần nữ rapper thế hệ mới với tuyên ngôn âm nhạc hiện đại. JustaTee dành cho cô sự tôn trọng, "Có thể sẽ rất lâu mới tìm được một rapper có tố chất, tiềm năng như Tlinh. Người con gái ấy đại diện cho rap Việt và chứng minh phụ nữ vẫn luôn là số một" và anh khẳng định cô là nghệ sĩ nữ đa năng duy nhất ở Việt Nam vào thời điểm đó. Karik và Wowy thì bị "cuốn hút bởi năng lượng" khi cô trình diễn. Rhymastic nhận thấy Tlinh có nét tương đồng với Missy Elliott. Ngay cả huấn luyện viên của cô, Suboi cũng gọi Tlinh bằng những mỹ từ như "Young Queen" hay "tương lai của hip hop", cô còn gọi Tlinh là nữ rapper nổi bật nhất thế hệ thứ 2. Tại vòng chung kết, Trấn Thành và Binz nhắc đến Nicki Minaj và "Run the World (Girls)" của Beyoncé để khen ngợi về sự quyền lực trong màn trình diễn "Tèn tèn Girls" của Tlinh cùng Suboi, còn Rhymastic thì khẳng định họ là "2 rapper nữ số 1 Việt Nam".
Sau "đòn bẩy" Rap Việt với những định hướng rõ rệt, sự nổi tiếng của Tlinh không ngừng được giữ vững trước công chúng khi cô liên tục phát hành các sản phẩm âm nhạc tạo được sức hút và đời tư của cô thì luôn được chú ý. VnExpress mô tả Tlinh là "đại diện mới của rap Việt" nhằm ghi nhận những thành tựu ban đầu trong sự nghiệp của cô. Tạp chí Paper của Mỹ sau này đã gọi cô là ngôi sao sáng nhất của Việt Nam. Harper's Bazaar Vietnam và Tatler Vietnam cho rằng: "Âm nhạc của tlinh là tiếng nói của thời đại..." và cô là "một biểu tượng âm nhạc đầy cảm hứng trong thế hệ trẻ". Thanh Niên và Tiền phong chỉ ra rằng nhờ khả năng tự sáng tác và sản xuất nhạc cùng sự giao thoa giữa phong cách melodic rap và R&B đã giúp sản phẩm âm nhạc và giọng hát của cô có chất riêng. Elle Vietnam thì cho rằng Tlinh "không ngại thể nghiệm để chạm đến những biến hóa trong sáng tạo" hay Tuổi Trẻ công nhận ở "khả năng viết lời, cảm nhạc tốt, phong cách trình diễn phóng khoáng, hiện đại" của cô. Ngoài ra, cô được Hồng Nhung, Hà Trần, nhạc sĩ Trần Đức Minh nhắc đến như là nghệ sĩ trẻ họ yêu thích và lắng nghe. Thu Minh và Ali Hoàng Dương còn học hỏi phong cách melodic rap của cô. Các nhà sản xuất kiêm nhạc sĩ như TDK, Hứa Kim Tuyền, Huỳnh Hồ Đông Âu đã khen ngợi đĩa đơn "Nếu lúc đó" của cô như sau: "[...] trưởng thành hơn về nhiều mặt, có bước tiến trong sự nghiệp". Bên cạnh đó là sự công nhận tài năng của người đồng sự sản xuất nhạc 2pillz với đĩa nhạc Ái:
Lần đầu tiên được nghe Tlinh cầm micro freestyle trên beat tôi đã biết cô ấy sẽ là một siêu sao rồi. Tlinh là một trong những nghệ sĩ tài năng nhất mà tôi có dịp hợp tác cùng. Mỗi lần làm việc cùng Tlinh, tôi luôn cảm nhận một nguồn năng lượng lớn và đam mê âm nhạc từ cô ấy.
Tạp chí L'Officiel Vietnam ví họ như "một cặp bài trùng" và "như cá gặp nước" trong một không gian âm nhạc trẻ trung, hiện đại. 2pillz giúp cho việc xử lý ca khúc của cô "phát huy được thế mạnh", giọng hát hòa quyện hài hòa cùng giai điệu và anh xử lý nó 'mượt mà':  "[...] như tan ra cùng phần beat, tạo nên cảm giác bay bổng và mơ màng". Cây viết phê bình, nhạc sĩ Nguyễn Quang Long từ Thể thao & Văn hóa dùng những mỹ từ "xa hoa", "sang chảnh" để nhận xét về lời nhạc và âm thanh của họ.
Mặc dù Tlinh theo đuổi những chủ đề liên quan đến tình dục và thể hiện nó một cách 'bộc trực' và 'không hề né tránh', nhưng điều đó vẫn bị coi là mang yếu tố nhạy cảm và có ý kiến cho rằng âm nhạc của cô sẽ được đón nhận hơn nếu giảm bớt yếu tố tình dục. Một số báo chí và khán giả cũng chỉ trích lối hát "không thể phát âm tròn vành, rõ chữ bất kỳ câu hát nào", đời tư, âm nhạc một màu, lời bài hát cùng vũ đạo gợi cảm và phong cách trình diễn không được kiểm soát của cô. Tạp chí Elle Man phân tích trong một bài viết nhằm bảo vệ Tlinh: "Có người thích nói về nó một cách ý nhị, thì cũng sẽ có người thích nói thẳng thắn như Tlinh" và cô thể hiện tình dục một cách "trực diện, táo bạo nhưng chưa bao giờ vượt ra khỏi tiêu chuẩn".

### Thời trang và hình ảnh
Hình tượng của Tlinh được xây dựng chỉn chu với hình ảnh bắt mắt và luôn là chủ đề bàn tán của công chúng. Cùng với đội ngũ chuyên nghiệp, cô từng gắn bó cùng nhà tạo mẫu Tigrebia, người đã định hình phong cách thời trang cho Tlinh từ những ngày đầu tiên. Theo đuổi phong cách thời trang đường phố và Y2K đang thịnh hành, họ xây dựng cho cô hình ảnh nghệ sĩ biến hóa đa dạng: từ quyến rũ, nữ tính, gợi cảm, cá tính cho đến độc nhất, văn minh, hiện đại và độc lập. Những bộ trang phục của Tlinh thường là sản phẩm thiết kế nội địa, mang tính thể nghiệm, sự phá cách và cả yếu tố thẩm mỹ. Bên cạnh đó, hình ảnh đôi cánh được cô thể hiện xuyên suốt trong sản phẩm mang ý nghĩa như sự quyền lực của người phụ nữ hip hop và trong video âm nhạc "Nữ siêu anh hùng", nó được lấy cảm hứng từ hình tượng vị thần Cupid. Bộ trang phục được thực hiện từ chất liệu túi nhựa trong bìa đĩa mở rộng Ghệ Remixes của em ơi là sự đáp trả của Tlinh đối với những người đã gọi ca khúc "Ghệ iu dấu của em ơi" là "nhạc rác".
Dù theo đuổi phong cách quyến rũ, song có một số ý kiến nhận xét rằng hình ảnh mà Tlinh xây dựng không phù hợp với những trang phục táo bạo, thậm chí là nhạy cảm cũng như phong cách 'già dặn' so với tuổi và cho rằng "Tlinh sẽ tiến xa hơn nếu biết giữ gìn hình ảnh, lối ứng xử và cách lựa chọn trang phục". Tuy nhiên, cô giải thích: "[...] âm nhạc hay bất kỳ loại hình nghệ thuật nào khác đều luôn được sáng tạo khi người nghệ sĩ suy nghĩ về một hình tượng nào đó trong tâm trí" và thời trang giúp cô truyền tải ý tưởng nghệ thuật rõ ràng và sắc nét. Tạp chí L'Officiel Vietnam sau đó đã chỉ ra rằng, hình ảnh cô mang lại "có sự tính toán". Tháng 6 năm 2024, Tlinh bắt đầu cộng tác với nhà tạo mẫu Vĩnh Khoa và Trần Huỳnh Nhật An.
Để quảng bá cho Ái, Tlinh đã hợp tác với thương hiệu thời trang nội địa Beuter và cho ra mắt hai bộ sưu tập Ghệ vào năm 2023 và Ái trong năm 2024. Nhờ sức ảnh hưởng của mình, cô được nhiều nhãn hàng chọn làm gương mặt đại diện cho những chiến dịch quảng cáo. Cô từng hợp tác với các thương hiệu Maybelline, Kotex, PNJ, Dibao, Apple, trà xanh không độ, California Fitness & Yoga, Crocs và mang lại hiệu ứng thành công. Tlinh cũng từng tham dự các sự kiện ra mắt bộ sưu tập tại Việt Nam của nhà mốt Gucci, Marc Jacobs, Maison Kitsuné hay thương hiệu MLB và cô còn xuất hiện trên trang bìa tạp chí L'Officiel Vietnam.

## Đời tư
Trong thời gian tham dự Rap Việt mùa 1, Tlinh đã công khai hẹn hò với thí sinh MCK. Ca khúc "Giàu vì bạn, sang vì vợ" của anh cũng viết về cô. Ngày 13 tháng 10 năm 2021, hai người chính thức lên tiếng chia tay. Tháng 7 năm 2022, có thông tin cho rằng Tlinh đang hẹn hò với rapper Wxrdie (bạn thân của MCK), sau đó quản lý của cô đã xác nhận cả hai đang hẹn hò vào ngày 8 tháng 12 năm 2022. Thông tin về mối quan hệ đời tư giữa ba người được khán giả chú ý.

## Giải thưởng và thành tựu
Sự nghiệp của Tlinh liên tiếp thành công ngay từ khi cô còn trẻ, với 1 đề cử tại giải Berlin Music Video Awards của Đức cũng như gặt hái được đề cử và giải thưởng cho album phòng thu đầu tay Ái. Tính tới năm 2025, Tlinh đã giành được 3 giải Làn Sóng Xanh, trong đó là Nữ ca sĩ/rapper của năm cùng 2 đề cử đầu tiên tại giải thưởng Cống hiến lần thứ 18.
Về mặt thương mại, Tlinh trở thành nghệ sĩ nữ duy nhất lần lượt nằm trong Top 5 nghệ sĩ 2023, Top 5 nghệ sĩ Việt Nam 2023, Top 5 nghệ sĩ hàng đầu Spotify Việt Nam 2024 và Top 5 nghệ sĩ Việt 2024 tại chiến dịch Nhìn lại, ngoài ra thì đĩa đơn "Nếu lúc đó" của Tlinh còn góp mặt trong top 5 trên Top Bài hát 2023 và dẫn đầu trên Top Bài hát Việt Nam 2023 của Spotify. Tlinh cũng là nghệ sĩ thuộc thế hệ Gen Z đầu tiên xác lập kỉ lục khi sở hữu 1 triệu người nghe trên Spotify hàng tháng vào năm 2023, và tăng gần 2 triệu tính tới thời điểm hiện tại.   
Cùng với chiến dịch Women Of Our Time 2023 – Emitting The Brilliance của tạp chí L'Officiel Vietnam, Tlinh được gọi tên ở hạng mục Women of Art trong danh sách 19 người phụ nữ của năm 2023 và tạp chí phê bình âm nhạc NME của Anh xếp Ái đứng thứ 15 trong số 25 album châu Á xuất sắc nhất năm 2023.

## Danh sách đĩa nhạc
- Ái (2023)

#### Tư liệu
- Lài (ngày 17 tháng 2 năm 2021). "[Elle Voice] Tlinh – Nàng rapper tắc kè hoa thế hệ mới". Elle Vietnam. Lưu trữ bản gốc ngày 10 tháng 5 năm 2024. Truy cập ngày 11 tháng 5 năm 2024.
- Tlinh (ngày 24 tháng 3 năm 2022). "tlinh: Yêu đương nhiều vấn đề nhưng thế mới là yêu - #5". Vietcetera. Lưu trữ bản gốc ngày 3 tháng 6 năm 2024. Truy cập ngày 11 tháng 5 năm 2024.
- Tlinh (ngày 21 tháng 4 năm 2023). "Rapper tlinh: Ai giựt dây những con rối tlinh? - Have A Sip #120". Vietcetera. Lưu trữ bản gốc ngày 10 tháng 5 năm 2024. Truy cập ngày 11 tháng 5 năm 2024.
- Liên Nguyễn (ngày 14 tháng 4 năm 2023). "Rapper tlinh: IELTS 8.0, cựu Amser, từ bỏ ngành Y để ca hát". Thương hiệu & Pháp luật. Lưu trữ bản gốc ngày 10 tháng 5 năm 2024. Truy cập ngày 11 tháng 5 năm 2024.
- Phương Thảo (ngày 24 tháng 4 năm 2024). "Vietcetera tự coi show nhà làm: Gặp nhau Giữa tuần có gì khen chê?". Vietcetera. Lưu trữ bản gốc ngày 11 tháng 5 năm 2024. Truy cập ngày 11 tháng 5 năm 2024.
- "Cảm hứng sáng tạo từ câu chuyện nguyên bản của Gap". Elle Vietnam. ngày 3 tháng 5 năm 2024. Lưu trữ bản gốc ngày 11 tháng 5 năm 2024. Truy cập ngày 11 tháng 5 năm 2024.
- Dừa Lửa (ngày 19 tháng 5 năm 2022). "tlinh xuất hiện tại quảng trường thời đại". Tuổi Trẻ Cười. Lưu trữ bản gốc ngày 25 tháng 5 năm 2024. Truy cập ngày 25 tháng 5 năm 2024.